# Ходецький Старіон Мартиніанович
Старі́он Мартиніа́нович Ходе́цький (* 21 лютого 1821, Сімферополь — † 10 лютого 1887, Київ), український біолог, зоолог, лісівник.

## Життєпис
Закінчив Таврійську губернську гімназію в Сімферополі. З 1836 навчався у 2-й Санкт-Петербурзькій гімназії, у 1838—1842 — на філософському факультеті Санкт-Петербурзького університету. Закінчив Петербурзький університет, працював у сільськогосподарських установах Англії, Голландії Німеччини, Швейцарії.
У 1844—1851 роках викладав курси по сільському господарству в Харкові. З 1852 року — професор, завідує кафедрою Київського університету; головний редактор «Университетских известий». Написав наукові праці по рослинництву й тваринництву.
1847 року розробив першу російську термінологію вовни. Вивчав причини мінливості організмів та селекцію сільськогосподарських тварин, запропонував ряд агротехнічних методів по вирощуванню лісів у степах.
В 1852—1856 роках викладав природничі науки у Київському інституті благородних дівиць на запрошення професора Шульгина.
1861 року створений спеціальний комітет у справах ботанічного саду Київського університету, увійшли ординарні професори К. Ф. Кесслер, Ходецький та директор саду П. С. Рогович.
З 1870 року — заслужений професор; у 1874—1877 — декан фізико-математичного факультету Київського університету; у 1863—73 — головний редактор газети «Университетские известия». Автор перших у Російській імперії університетських підручників з ботаніки (1859) і зоології (1863).
Наукові праці:
- «Опис Харківської виставки сільських продуктів» — 1849,
- «Уроки природничої історії для учнів — дівчат і юнацтва» — 1859,
- «Опис третьої виставки сільських продуктів у Києві» — 1863,
- «Записка про ботанічний сад університету Св. Володимира» — 1863.

## Джерело
- Експерт
- Українці у світі
- Професор Київського університету Старіон Мартиніанович Ходецький